# Chevrolet Series BA Confederate
Chevrolet Series BA Confederate (або Chevrolet Confederate) — американський автомобіль, вироблений компанією Chevrolet у 1932 році на заміну серії AE Independence 1931 року. Виробництво значно скоротилося з понад 600 000 автомобілів до 323 100 за модельний рік, оскільки Велика депресія продовжувалася, але цього все ще було достатньо, щоб Chevrolet утримав перше місце в американській таблиці продажів автомобілів. Продажі також постраждали від того, що міський конкурент Ford представив купе та седан Ford V8. Новий тип кузова під назвою «універсал» випускався в обмежених кількостях виробником кузовів Mifflinburg Body Company з Міфлінбурга, штат Пенсільванія.